# GeForce 8
GeForce 8 (Nvidia) — серія графічних карт, що вперше з'явилися в 2006 році. Ці відеокарти також мають підтримку DirectX 10 і Shader Model 4.0.  
Це перша серія відеокарт від Nvidia, яка підтримує CUDA — програмування загального призначення. Відеокарти NVIDIA моделей 8800GTX та 8800GTS (графічне ядро G80) були анонсовані 8 листопада 2006 року. Це був початок лінійки відеокарт серії 8ххх. В цих відеокартах було застосовано уніфіковану шейдерну архітектуру, що похитнула традиційне уявлення про спеціалізований графічний конвеєр. Нові уніфіковані процесори могли виконувати як геометричні, так і піксельні, й вершинні, і навіть фізичні розрахунки. Шейдерний домен графічного процесора також отримав окрему частоту, вищу, аніж має ядро загалом.

## 8800GTX
- 575 МГц — частота GPU
- 1350 МГц — частота шейдерного домену
- 1800 МГц — частота відеопам'яті (GDDR3)
- 128 уніфікованих процесорів
- 384 біт — ширина шини пам'яті
- 768 МБ  відеопам'яті
- 24  блоків растеризації (ROP)
- 32  блоки накладання текстур (TMU)

## 8800GTS
- 500 МГц — частота GPU
- 1200 МГц — частота шейдерного домену
- 1600 МГц — частота відеопам'яті (GDDR3)
- 96 — уніфікованих процесорів
- 320 біт — ширина шини пам'яті
- 640 МБ  відеопам'яті
- 20  блоків растеризації (ROP)
- 24  блоки накладання текстур (TMU)

Також відеокарти підтримували обчислення за допомогою CUDA (Compute Unified Device Architecture)

## Серія
| Модель             | Дата анонсу      | GPU | Техпроцес, нм | Макс. частота, МГц | Швидкість накладення текстур, млрд/с | Шейдери                      | Шейдери      | Пам'ять                              | Пам'ять | Пам'ять        | Пам'ять    | Пам'ять      | Споживана потужність, Ватт | Кіл-сть транзисторів на кристалі, млн | Продуктивність, гігафлопс |
| Модель             | Дата анонсу      | GPU | Техпроцес, нм | Макс. частота, МГц | Швидкість накладення текстур, млрд/с | Кіл-сть потокових процесорів | Частота, МГц | Пропускна спроможність пам'яті, Гб/с | Тип     | Інтерфейс, біт | Розмір, Мб | Частота, МГц | Споживана потужність, Ватт | Кіл-сть транзисторів на кристалі, млн | Продуктивність, гігафлопс |
| ------------------ | ---------------- | --- | ------------- | ------------------ | ------------------------------------ | ---------------------------- | ------------ | ------------------------------------ | ------- | -------------- | ---------- | ------------ | -------------------------- | ------------------------------------- | ------------------------- |
| 8300 GS (OEM)      | липень 2007      | G86 | 80            | 450                | 1,80                                 | 8                            | 900          | 6,40                                 | GDDR2   | 64             | 128/256    | 800          | ?                          | 210                                   | 21,60                     |
| 8400 GS            | 15 червня 2007   | G86 | 80            | 450                | 3,60                                 | 16                           | 900          | 6,40                                 | GDDR2   | 64             | 256/128    | 800          | 38                         | 210                                   | 43,20                     |
| 8500 GT            | 17 квітня 2007   | G86 | 80            | 450                | 3,60                                 | 16                           | 900          | 12,80                                | GDDR2   | 128            | 256/512    | 800          | 40                         | 210                                   | 43,20                     |
| 8600 GT            | 17 квітня 2007   | G84 | 80            | 540                | 8,64                                 | 32                           | 1190         | 22,40                                | GDDR3   | 128            | 256/512    | 1400         | 43                         | 289                                   | 114,24                    |
| 8600 GTS           | 17 квітня 2007   | G84 | 80            | 675                | 10,80                                | 32                           | 1450         | 32,00                                | GDDR3   | 128            | 256/512    | 2000         | 71                         | 289                                   | 139,20                    |
| 8800 GTS (G80-100) | 8 листопада 2006 | G80 | 90            | 500                | 24,00                                | 96                           | 1200         | 64,00                                | GDDR3   | 320            | 320        | 1600         | 108                        | 681 (~690)                            | 345,60                    |
| 8800 GTS (G80-100) | 8 листопада 2006 | G80 | 90            | 500                | 24,00                                | 96                           | 1200         | 64,00                                | GDDR3   | 320            | 640        | 1600         | 108                        | 681 (~690)                            | 345,60                    |
| 8800 GT            | 29 жовтня 2007   | G92 | 65            | 600                | 33,60                                | 112                          | 1500         | 44,8                                 | GDDR3   | 256            | 256        | 1400         | ~110                       | 754                                   | 504,00                    |
| 8800 GT            | 29 жовтня 2007   | G92 | 65            | 600                | 33,60                                | 112                          | 1500         | 57,6                                 | GDDR3   | 256            | 512        | 1800         | ~110                       | 754                                   | 504,00                    |
| 8800 GTS rev 2     | 3 грудня 2007    | G92 | 65            | 650                | N/A                                  | 128                          | 1625         | 64,0                                 | GDDR3   | 256            | 512        | 2000         | N/A                        | 754                                   | N/A                       |
| 8800 GTX           | 8 листопада 2006 | G80 | 90            | 575                | 36,80                                | 128                          | 1350         | 86,40                                | GDDR3   | 384            | 768        | 1800         | 145                        | 681 (~690)                            | 518,40                    |
| 8800 Ultra         | 2 травня 2007    | G80 | 90            | 612                | 39,17                                | 128                          | 1500         | 103,68                               | GDDR3   | 384            | 768        | 2160         | 175                        | 681 (~690)                            | 576,00                    |

## Виноски
1. 1 2 3 4 5  http://www.theinquirer.net/default.aspx?article=38884 [Архівовано 25 вересня 2007 у Wayback Machine.] Theinquirer.net
2. ↑  Mid-range GeForce 8000 series Launch Dates, Prices [Архівовано 29 травня 2009 у Wayback Machine.] DailyTech.com
3. 1 2  GeForce 8800 specifications [Архівовано 2013-06-08 у Wayback Machine.] NVIDIA.com
4. 1 2  NVIDIA GeForce 8800 GTX/GTS Tech Report [Архівовано 13 серпня 2009 у Wayback Machine.] TechARP.com
5. 1 2  NVIDIA GeForce 8800 GTX/GTS Performance Preview [Архівовано 29 травня 2009 у Wayback Machine.] FiringSquad.com
6. ↑  Архівована копія. Архів оригіналу за 29 травня 2009. Процитовано 17 червня 2009.{{cite web}}:  Обслуговування CS1: Сторінки з текстом «archived copy» як значення параметру title (посилання) [Архівовано 2009-05-29 у Wayback Machine.]
7. ↑  GeForce 8800 GT power consumption. Архів оригіналу за 9 жовтня 2008. Процитовано 17 червня 2009. [Архівовано 2008-10-09 у Wayback Machine.]
8. ↑  http://www.dailytech.com/But+Wait+Theres+More+NVIDIA+G92+for+2007/article9474.htm [Архівовано 29 травня 2009 у Wayback Machine.] theINQUIRER.net
9. ↑  Стаття про оптимальне налаштування відеокарт для максимальної продуктивності [Архівовано 14 червня 2008 у Wayback Machine.] astouch.com